# Misbruik van recht
Misbruik van recht (de gebruikelijke term in Nederlands recht) of rechtsmisbruik (gebruikelijk in Belgisch recht) of misbruik of overschrijding van bevoegdheid, is een leerstuk binnen het recht waarin een recht of bevoegdheid wordt gebruikt op een manier waardoor deze onrechtmatig wordt. Dit doet zich voor wanneer een recht of bevoegdheid wordt gebruikt voor een ander doel dan waarvoor dit is bedoeld, of simpelweg om een ander te schaden. De gevolgen van dit misbruik, dat zich in verschillende rechtsgebieden kan voordoen, variëren van correctie of vernietiging van de rechtshandelingen, tot in sommige gevallen boetes (echter niet in Nederland). Ook kan misbruik van recht, als dit zich in de professionele sfeer plaatsvindt, leiden tot sancties of zelfs ontslag.
Het leerstuk van het misbruik van recht in het Nederlands burgerlijk recht heeft in navolging van het Franse recht (abus de droit) gestalte gekregen in onder meer het Eerste watertoren-arrest uit 1936  en het Lentse-schutting-arrest uit 1937  en is uiteindelijk gepositiveerd in de bepaling ter zake misbruik van bevoegdheid in artikel 3: 13 Burgerlijk Wetboek. Wat betreft grondrechten is het onder meer geregeld in artikel 17 van het Europees Verdrag voor de Rechten van de Mens.
Vormen van misbruik van recht zijn onder andere:
- Misbruik van een civiel recht. Een voorbeeld is het plaatsen van ontsierende objecten op de eigen grond om het uitzicht van de buurman te bederven. Op grond van het eigendomsrecht is de actie geoorloofd, maar in dit geval niet, omdat de actie slechts dient om de buurman te schaden (Watertoren-arresten I en met name II).
- Misbruik van procesrecht. Dit wordt soms aangenomen als een partij rechtsmiddelen gebruikt om de procedure te rekken en de andere partij zo op kosten te jagen en tot opgeven of de onderhandelingstafel te dwingen. Een voorbeeld is het instellen van hoger beroep als het gelijk al grotendeels is gehaald. Ook denken het herhaaldelijk leggen van beslagen bij de wederpartij hoort hierbij.
- Een variant op misbruik van procesrecht is het Anglosaksische begrip barratry. Barratry is het herhaaldelijk aanspannen van procedures als pressiemiddel of om een wederpartij op kosten te jagen. Sommige Amerikaanse staten hebben barratry gecriminaliseerd. Een andere vorm van misbruik is de tactiek van de documentendump: als een rechter discovery heeft gelast – het onthullen van alle eventueel van belang zijnde bewijsstukken – de wederpartij zo laat mogelijk overspoelen met irrelevante informatie.
- Misbruik van rechtspersonen. Hierbij wordt gebruik gemaakt van het feit dat rechtspersonen zelfstandig dragers van rechten en plichten zijn, alsmede het feit dat ze naar believen kunnen worden opgericht en geliquideerd. De rechtspersonen kunnen worden ingezet voor frauduleuze constructies of witwassen van geld, terwijl de werkelijke organisatoren buiten schot blijven. Soms wordt gebruik gemaakt van katvangers als directeuren en aandeelhouders.
- Misbruik van belastingrecht. Een wettelijk gefaciliteerde constructie wordt gebruikt voor een ander doel dan waarvoor de faciliteit dient, namelijk het verminderen van de belastingdruk. Dit geschiedt door het optuigen van een kunstmatige constructie om zo een situatie te creëren die aan de faciliteit voldoet, het fraus legis.
- Misbruik van verdragsrecht (fraus tractatus). Een verdragsfaciliteit wordt gebruikt voor een ander doel dan waarvoor deze is bedoeld, of de situatie wordt met opzet grensoverschrijdend gemaakt om verdragstoepassing te claimen (U-bochtconstructie).
- Misbruik van een bestuurlijke bevoegdheid (détournement de pouvoir). Een bestuurlijke bevoegdheid wordt gebruikt voor een ander doel dan waarvoor deze bedoeld is. Een voorbeeld is een burgemeester die uit persoonlijke motieven gebruikmaakt van zijn bevoegdheid om iemand in een psychiatrische inrichting te plaatsen.
- Misbruik van faillissementsrecht. Omdat faillissementsrecht gericht is op het liquideren dan wel saneren van een vermogen, kunnen binnen faillissementswetgeving kostenposten makkelijker geschrapt worden dan daarbuiten. Gecombineerd met de gelimiteerde aansprakelijkheid bij rechtspersonen kan dit gevoelig zijn voor misbruik:
  - In faillissement naar Nederlands recht kunnen werknemers relatief makkelijk ontslagen worden. Als een faillissement opzettelijk in scène is gezet om werknemers te ontslaan – bijvoorbeeld door in een concern alle werknemers die bij voorkeur ontslagen worden onder een BV te hangen en die failliet te laten gaan – zal dit niet gehonoreerd worden. Men spreekt bij een geregisseerd faillissement ook wel van ´je vennootschap laten ploffen/klappen´.
  - In de Amerikaanse staat Montana is milieuwetgeving ingevoerd die mijnbouwondernemingen aansprakelijk stelt voor de schoonmaakkosten na het sluiten van een mijn. Ondernemingen ontduiken deze kosten door aan het eind van de rit de vennootschap die de mijn in eigendom heeft failliet te laten verklaren. Hierdoor wordt de last effectief afgewenteld op de belastingbetaler.[3]
  - Sterfhuisconstructies worden ook wel eens als misbruik van recht aangeduid omdat groepen van vennootschappen zo worden geherstructureerd dat verhaalsobjecten worden onttrokken aan verhaalsmogelijkheden van crediteuren en worden ondergebracht bij een nieuwe ´gezonde´ groep die een herstart maakt, terwijl de crediteur met een vordering op een failliete ´sterfhuis´ vennootschap overblijft en dus weinig of geen verhaal heeft. Hier wordt echter tegenin gebracht dat de onderneming en daarmee economisch potentieel voor de maatschappij en andere stakeholders bewaard blijft.
- Ontslagzwendel. Hierbij werd misbruik gemaakt van het feit dat een werknemer in proeftijd zonder reden of termijn ontslagen mag worden door deze in dienst te nemen en vervolgens te ontslaan in proeftijd, waardoor de oude werkgever zich een kostbare ontslagprocedure bespaarde.
- Schijnzelfstandigheid, het omzeilen van de administratieve werkgeversverplichtingen en bescherming van het arbeidsrecht door de werknemer niet in dienst te nemen, maar als zelfstandige een opdracht geeft.
- Forumshopping (forum-winkelen), het verschijnsel waarbij een jurisdictie of rechtbank uit wordt gekozen die het gunstigst is voor de eigen positie. Een Amerikaans bedrijf in Seattle zal bijvoorbeeld een zaak tegen een bedrijf uit Florida in de staat Washington willen aanbrengen omdat het daar een thuiswedstrijd speelt, terwijl de wederpartij moet reizen en extra kosten maakt. Competentieregels en rechtskeuzeclausules zijn ontworpen om shopping en competentiegeschillen te voorkomen. Een soortgelijk verschijnsel speelt in het belasting- en subsidierecht ten aanzien van vestigingskeuze, maar hier wordt het als minder ongewenst beschouwd.

Tegen misbruik van recht zal iedere rechtsorde dan ook altijd op de hoede moeten zijn. Er bestaan dan ook vele anti-misbruikwetten, alsmede zeer veel jurisprudentie. Hierin is het Amerikaanse beginsel substance over form tot ontwikkeling gekomen. De inhoud van een bepaalde constructie of handeling zal hierbij prevaleren over de juridische vorm. Een ander preventief middel tegen misbruik van procesrecht is veroordeling in de proceskosten van de in het ongelijk gestelde partij. Omdat dit echter weer de drempel tot toegang bij de rechter verhoogt en lonend kan zijn voor misbruik van de andere zijde (opzettelijk hoge kosten maken wetend dat de wederpartij ze moet vergoeden), wordt dit beperkt gebruikt. In Nederland worden kostenveroordelingen forfaitair vastgesteld.
Toch is het in veel gevallen nog altijd zeer moeilijk om misbruik aan te tonen, met name omdat de partij die van dit misbruik wordt beschuldigd zich altijd achter geldig recht kan en zal verschuilen.

## Overschrijding
In de juridische literatuur is ook wel bepleit dat het beter zou zijn de term overschrijding van bevoegdheid te hanteren dan misbruik. Overschrijding van bevoegdheid wordt met name bepleit door de Zuidafrikaanse jurist Jan L. Neels in een rechtsvergelijkende studie over deze materie in het Nederlands en het Zuid-Afrikaans recht.